# Jacek Natanson
Jacek Natanson (ur. 21 listopada 1948 w Krakowie, zm. 10 listopada 2015) – polski prozaik.
Ukończył studia na Wydziale Handlu Zagranicznego Szkoły Głównej Planowania i Statystyki oraz w Instytucie Dziennikarskim Uniwersytetu Warszawskiego. Uzyskał stopień doktora za rozprawę Tygodnik „Odrodzenie” 1944-1949. Debiutował jako prozaik w 1968 roku na łamach tygodnika „Kultura”. Był redaktorem dziennika „Życie Warszawy” w latach 1972-1975. 

## Twórczość
- Tygodnik „Odrodzenie” 1944-1949.
- Mały bilard z grzybkiem 1976 (powieść nagrodzona w konkursie na debiut prozatorski)
- Ostatnie cztery minuty, 1977 (zbiór opowiadań; kilka nagrodzono w konkursach literackich)
- Wspaniali, 1983 (zbiór opowiadań sportowych; kilka nagrodzono w konkursach literackich)
- Złote Brighton, 1986 (powieść nominowana do nagrody Śląskiego Klubu Fantastyki w 1987)
- Smutny był żart, 1989 (powieść)
- Ucieczka z białego więzienia, 1994 (powieść)
- MiB, 1995 (powieść)
- Centrum, 2001 (powieść)
- Archea, 2006 (powieść),
- Enkidu, 2007 (powieść)
- Wściekłość, 2008 (powieść)
- Żabienica Ozyrysa, 2009 (powieść),
- Powiśle, 2011 (powieść).
- „Dwaj przyjaciele (od kolebki aż poza grób)” - w druku